# Fiddlers Hamlet
Fiddlers Hamlet is een gehucht in het bestuurlijke gebied Epping Forest (naar het gelijknamige natuurgebied), in het Engelse graafschap Essex. Het maakt deel uit van de civil parish Theydon Garnon. Het gehucht dankt zijn naam aan de lokale pub, The Merry Fiddlers, gevestigd in een pand uit de zeventiende eeuw. Een nabijgelegen boerderij uit de vijftiende eeuw staat met schuur en bijgebouwen op de Britse monumentenlijst.